# Собор Паризької Богоматері (роман)
«Собо́р Пари́зької Богома́тері» (фр. Notre-Dame de Paris) — перший роман французького письменника Віктора Гюґо і перший історичний роман французькою мовою. Опублікований 1831 року. Оригінальна назва роману є відсиланням до Собору Паризької Богоматері в Парижі (Франція), в якому розгортаються події, про Есмеральду (яка є головною героїнею роману).

## Історія написання
Віктор Гюго спочатку погодився написати "Собор Паризької Богоматері" у 1828 році. Через зайнятість іншими літературними проектами Гюго, роман відійшов на другий план до 1830 року. Основною темою роману є цінність готичної архітектури, яка була занедбана і часто руйнувалася, щоб бути заміненою новими будівлями або спотвореною заміною частин будівель на більш сучасний стиль. Наприклад, середньовічні вітражі Собору Паризької Богоматері були замінені на біле скло, щоб впустити більше світла в церкву. Кількома роками раніше Гюго вже опублікував статтю під назвою "Guerre aux Démolisseurs" ("Війна [оголошена] руйнівникам"), спеціально спрямовану на порятунок середньовічної архітектури Парижа. За домовленістю з його першим видавцем, Госселеном, книга мала бути завершена того ж року, але Гюґо постійно відкладав роботу над нею через потреби в інших проектах. Влітку 1830 року Госселін зажадав від Гюго завершити книгу до лютого 1831 року. Над своєю книгою Гюґо працював з 25 липня 1830 по 14 січня 1831 року, з перервою в декілька місяців, що збіглася з революцією, що вибухнула в Парижі. Починаючи з вересня 1830 року, Гюго працював над проектом безперервно. 
Є легенда, що Гюго зачинився у своїй кімнаті, позбувшись одягу, щоб вчасно написати роман, бо не міг вийти на вулицю без одягу. Однак правдивість цієї історії з часом була піддана сумніву.

## Стислий зміст
Дія роману починається 6 січня 1482 року. Письменник Ґренґуар, засмучений провалом своєї містерії, іде прогулятися по Парижу. На Гревській площі він бачить танцюючу Есмеральду — циганку, яка має неземну красу. Він іде за нею і стає свідком того, як Фролло й Квазімодо намагаються викрасти циганку. Її рятує Феб зі своїм загоном. Квазімодо затримує варта, священикові ж вдається піти непоміченим. Танцівниця відразу закохується у свого рятівника.
Після всіх подій, Ґренґуар потрапляє у «Двір Чудес» — «кримінальний» район Парижа. Квартал, де живуть злиденні, бурлаки, злодії, убивці тощо. Там, «правитель царства Арго», Клопен, наказує його повісити. Але незабаром розбійник м'якшає й пропонує жінкам врятувати Ґренґуара, взявши його за чоловіка. Поета рятує Есмеральда. Він залишається жити з бурлаками й виступає з дівчиною.
Квазімодо, за спробу викрасти Есмеральду, засуджують до бичування на ганебному стовпі. Там він знову зустрічає циганку, що приносить горбаневі, який гине від спраги, води.
Феб і Есмеральда домовляються про зустріч. Клод Фролло стежить за ними й намагається вбити офіцера, але лише ранить його. У всьому звинувачують Есмеральду й оголошують її відьмою. Під катуваннями «чобітка», дівчина погоджується з усіма обвинуваченнями, і її засуджують до смерті, але Квазімодо рятує циганку від страти, ховаючи в Соборі.
Бажаючи зустрічі з Фебом, Есмеральда тікає зі свого притулку. Її схоплюють і вішають. Квазімодо вбиває Фролло, скинувши його з вежі собору, і зникає. Через роки на Монфоконі знаходять могилу, у якій Квазімодо навіки спочив разом з Есмеральдою.

## Образ собору у творі
В цьому романі собор є втіленням декількох образів: перш за все це центр культурного та політичного життя парижан та всієї Франції. Також він є символом захисту, адже людину, яка переховувалася в соборі, не можна було б арештовувати. Проте він є і символом гноблення: як релігійного, так і феодального. Також він є своєрідним символом боротьби, адже його штурм детально описується в романі, та є ніби репетицією перед штурмом Бастилії, який, зі свого боку, став символом боротьби Франції.

## Літературне значення
Цим твором Гюго запровадив концепцію роману як епічного театру. Гігантський епос про історію цілого народу, втілений в образі великого собору як свідка і мовчазного протагоніста цієї історії, а сама ідея часу і життя як безперервної, органічної панорами, зосередженої на десятках персонажів, що опинилися в епіцентрі цієї історії. Це перший роман, головними героями якого є жебраки.
Важливим аспектом "Собору Паризької Богоматері" є те, що він охоплює все життя, від короля Франції до паризьких каналізаційних щурів, у манері, яку згодом використали Оноре де Бальзак, Гюстав Флобер та багато інших, у тому числі Чарльз Діккенс. Величезна популярність книги у Франції сприяла зародженню руху за збереження історичних пам'яток у цій країні і активно заохочувала відродження готичної архітектури. Зрештою, це призвело до капітальної реконструкції Нотр-Даму в 19 столітті під керівництвом  Ежена Віолле-ле-Дюка. Значною мірою сучасний вигляд собору є результатом цієї реконструкції.

## Персонажі роману

### Есмеральда
Есмеральда (фр. Esmeralda; при народженні отримала ім'я Агнeс) — головна героїня роману, вродлива молода циганка. Ставлення парижан до дівчини змінюється протягом твору: спочатку вона улюблениця, потім її ненавидять, вважаючи відьмою, а після того, як її врятував від страти Квазімодо, вона знову отримує любов парижан.
Есмеральда — єдиний персонаж, який виявляє співчуття і доброту до Квазімодо: коли горбань страждає від покарання і натовп сміється над ним, лише Есмеральда подає йому воду. Через це він закохується у дівчину, хоча горбань занадто огидний для Есмеральди. Квазімодо та Клод Фролло кохають дівчину, але Есмеральда закохується в капітана Феба, вродливого капітана, який просто хоче спокусити її.

### Клод Фролло
Клод Фролло (Claude Frollo) — головний антагоніст роману, архидиякон Собору Паризької Богоматері. Суворе ставлення і алхімічні досліди сприяють відчуженню його від парижан, які вважають його чаклуном. Його батьки померли від чуми, коли він був молодим юнаком; його теперішня сім'я — Квазімодо і зіпсований брат Жеан.
Його божевільний потяг до Есмеральди коштує архидиякону життя — Квазімодо зіштовхує Фролло з собору, дізнавшись про роль, яку його опікун відіграв у смерті Есмеральди. (Фролло намагався вбити Феба, але зміг лише поранити його. Через це Есмеральду засудили до смертної кари).

### Квазімодо
Квазімодо (Quasimodo) — дзвонар із собору Нотр-Дам, глухий горбань. Попри назву англійського перекладу роману (The Hunchback of Notre Dame, «Горбань з Нотр-Даму»), він не є головним героєм цієї історії.
Церковні дзвони зробили його глухим. Залишений дитиною, Квазімодо відданий своєму опікуну — Клоду Фролло. Горбань рідко залишає собор — люди зневажають і уникають його через зовнішній вигляд.
На святі Дурнів Квазімодо обирають Папою дурнів через його вади — він найвідразливіший з усіх парижан. Клод Фролло наказує Квазімодо викрасти Есмеральду, але дівчину рятує Феб, а Квазімодо схоплюють. Під час покарання лише Есмеральда зглянулась на горбаня і дала йому води. Згодом вже Квазімодо рятує Есмеральду від страти і ховає її у Соборі. Захищаючи дівчину, він вбиває Жеана Фролло, а зрозумівши, що саме Клод Фролло винен у смерті Есмеральди, скидає опікуна Собору.
Через роки знайшли кістяк Квазімодо у могилі Есмеральди — горбань тільки після смерті поєднався з тією, яку кохав.

### Феб
Феб де Шатопе́р (Phœbus de Châteaupers) — капітан лучників короля. Він врятував від викрадення Есмеральду і зацікавився дівчиною. Феб заручений з Флер-де-Ліс, але бажає володіти Есмеральдою. Клод Фролло намагається вбити Феба, але капітан виживає. У замаху звинувачують Есмеральду.

### П'єр Ґренґуар
П'єр Ґренґуар (Pierre Gringoire) — поет. Він потрапляє у «Двір Чудес» і щоб вижити, одружується з Есмеральдою. Разом вони виступають перед парижанами.

### Клопен Трульфу
Клопе́н Трульфу́ (Clopin Trouillefou) — король «Двору Чудес». Він намагається визволити Есмеральду з Собору, але зазнає невдачі. Під час нападу на Собор його вбивають солдати короля.

### Флер-де-Ліс
Флер-де-Ліс (Fleur-de-Lys) — вродлива і багата дівчина, заручена з Фебом. Ревнує Феба до Есмеральди; передостанній розділ роману закінчується словами про одруження Феба і Флер-де-Ліс.

### Жеан Фролло
Жеан Фролло (Jehan Frollo) — сирота, молодший брат Клода Фролло. Жеан — студент, порушник порядку; постійно просить гроші у брата. Під час нападу на Собор Квазімодо вбиває Жеана.

### Гудула
Гудула (Gudule), Пакетта (Paquette), Шантфлері (Chantefleurie) — відлюдниця, у якої цигани викрали доньку: з того часу вона ненавидить циган і присвятила своє життя жалобі за Агнес. Найбільше проклинає Есмеральду, вважає її винною у смерті своєї дитини, але згодом дізнається, що вона є її дочкою і намагається врятувати від повішення.

## Екранізації
На сьогоднішній день всі кіно- і телеадаптації дещо відійшли від оригінального сюжету, деякі з них, зокрема,  класичний фільм 1939 року і мультфільмі Disney 1996 року, мають щасливий кінець. Французький фільм 1956 року - одна з небагатьох версій, яка закінчується майже так само, як роман, хоча й змінює інші розділи історії. Версія Disney 1996 року має фінал, натхненний оперою, створеною самим Гюго.

### Фільми

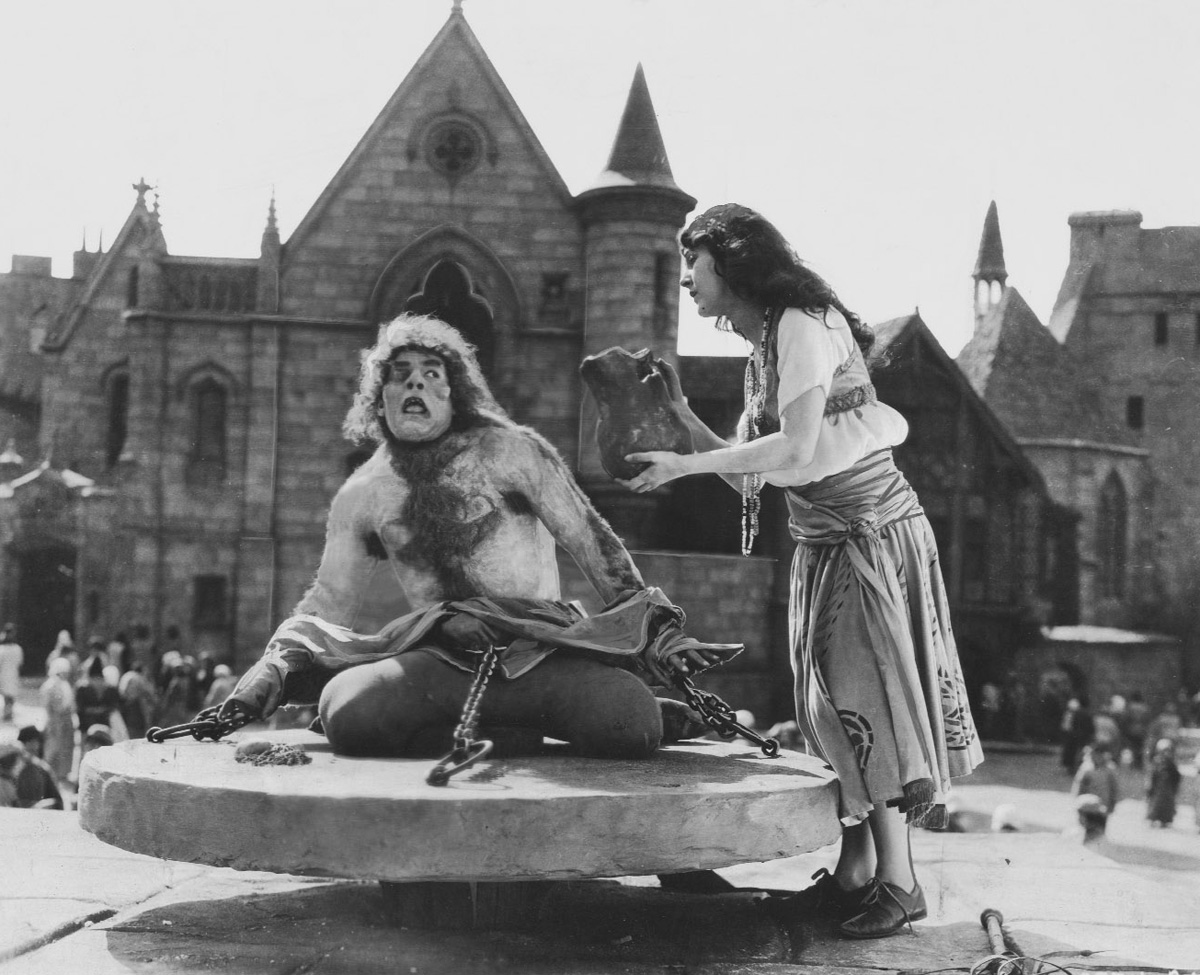
Лон Чейні та Петсі Рут Міллер в екранізації 1923 року

- Есмеральда, французький короткометражний німий фільм 1905 року
- Горбань із Нотр-Дам, німий фільм 1911 року
- Улюбленець Парижа, німий фільм 1917 року
- Есмеральда, британський німий фільм 1922 року
- Горбань із Нотр-Дам, німий фільм 1923 року з Лоном Чейні в ролі Квазімодо, режисер Воллес Уорслі та продюсери Карл Леммл та Ірвінг Талберг
- Горбань із Нотр-Дам, звуковий фільм 1939 року з Чарльзом Лоутоном у ролі Квазімодо та Морін О'Хара в ролі Есмеральди, режисер Вільям Дітерле та продюсер Пандро С. Берман
- Горбань із Нотр-Дам, французький фільм 1956 року з Ентоні Квінном у ролі Квазімодо та Джиною Лоллобрігідою в ролі Есмеральди, режисер Жан Делануа та продюсери Реймонд Хакім і Роберт Хакім
- «Горбань із Нотр-Дам» — австралійсько-американський фантастичний анімаційний фільм 1986 року.
- Горбань із Нотр-Дама, анімаційний фільм 1996 року Walt Disney Feature Animation; Том Халс озвучив Квазімодо та Демі Мур озвучила Есмеральду, режисери Кірк Вайз і Гері Трусдейл і продюсер Дон Хан
  - The Hunchback of Notre Dame II, direct-to-video анімаційний фільм 2002 року та продовження фільму Walt Disney Feature Animation 1996 року; Том Халс озвучив Квазімодо та Демі Мур - Есмеральду, режисер Бредлі Реймонд
- Секрет Горбаня, анімаційний фільм 1996 року , direct-to-video від UAV Entertainment
- Горбань із Нотр-Дам, анімаційний фільм Golden Films 1996 року
- Горбань із Нотр-Дам, анімаційний фільм Jetlag Productions 1996 року
- Горбань із Нотр-Дам, анімаційний фільм Dingo Pictures 1996 року
- Парізький Квазімодо, фільм-пародія 1999 року
- Квазі, сатирична комедія 2023 року

Компанія Disney оголосила, що в розробці знаходиться повнометражна версія анімаційного фільму 1996 року

### Телебачення
- Горбань із Нотр-Даму, міні-серіал 1966 року
- The Hunchback of Notre Dame, телевізійний фільм 1976 року з Уорреном Кларком у ролі Квазімодо, Мішель Ньюелл у ролі Есмеральди та Кеннетом Хейґом у ролі Фролло, режисер Алан Кук
- Горбань із Нотр-Даму, міні-серіал 1977 року
- Горбань із Нотр-Дама (The Hunchback of Notre Dame), британсько-американський телефільм 1982 року з Ентоні Хопкінсом у ролі Квазімодо, Леслі-Енн Даун у ролі Есмеральди та Дереком Джейкобі у ролі Фролло, режисери Майкл Тухнер і Алан Х'юм та продюсери Норман Роузмонт і Малкольм Дж. Крістофер
- Чарівні пригоди Квазімодо, мультсеріал 1996 року
- Горбань, телевізійний фільм 1997 року з Менді Патінкін у ролі Квазімодо, Сальмою Гаєк у ролі Есмеральди та Річардом Гаррісом у ролі Фролло

Планується, що Ідріс Ельба не тільки зіграє головного героя, але й буде режисером і продюсером музики для нової екранізації, яка буде транслюватися на Netflix.

### Музика
- Пишна оркестрова дискотечна 28-хвилинна епопея 1977 року, що розповідає казку про Квазімодо та Есмеральду у виконанні Алека Р. Костандіноса та Синкофонічного оркестру.
- Альбом <i id="mwAWc">The Hunchback of Notre Dame</i> Dennis DeYoung, запис 1996 року, написаний співаком Styx Деннісом ДеЯнгом для його музичної адаптації роману
- Саундтрек до фільму Дісней 1996 року <i id="mwAWw">«Горбань із Нотр-Дам».</i>
- Саундтрек 2016 року до музичної екранізації за романом і піснями з кіноверсії Disney

### Балет
- «Есмеральда» (1844) – хореографія Жуля Перро, музика Чезаре Пуньї . Вперше поставлена в Театрі Її Величності в Лондоні. Балет має довгу історію вистав у Росії завдяки відродженню хореографії Маріуса Петіпа в Санкт-Петербурзі наприкінці 19 століття.
- «Дочка Гудуле, або Есміральда» (1902) – хореографія Олександра Олексійовича Горського, музика Антуана Сімона
- У 1965 році хореографія Ролана Петі, вперше виконана балетом Паризької опери .
- У 1998 році хореографія та режисура Майкла Пінка та оригінальна музика Філіпа Фіні; зараз в репертуарі балету Мілуокі, Бостонського балету, Королівського балету Нової Зеландії, балету Атланти та балету Колорадо .
- Ringaren i Notre Dame ( Дзвонар Нотр-Даму ; 2009) – хореографія Пера Ісберга та оригінальна музика Стефана Нільссона, вперше виконана 3 квітня 2009 року Королівським балетом Швеції .

### Опери та мюзікли
- «Есмеральда», опера Луїзи Бертен (1836), лібрето Віктора Гюго .
- Есмеральда, опера Олександра Даргомижського (1847) за мотивами роману Віктора Гюго .
- Есмеральда (1856), опера англійською мовою з партитурою Вінченцо Баттіста .
- У 1864 році вийшла опера Вільяма Генрі Фрая на лібрето його брата Джозефа Різа Фрая за мотивами роману Віктора Гюго . Перше виконання: Академія музики, Філадельфія, 4 травня 1864 року, диригент Теодор Томас .
- Есмеральда, опера Артура Горінга Томаса (1883), також заснована на тому ж романі Віктора Гюго .
- Нотр-Дам, романтична опера у двох діях Франца Шмідта, текст за Віктором Гюго Шмідта та Леопольда Вілька; композиції: 1902–4, 1-а перф. : Відень 1914.
- У 1993 році небродвейський мюзикл на музику Байрона Дженіса, слова Гела Геккеді та книгу Ентоні Скаллі. [8]
- У 1993 році драматичний наскрізний мюзикл з текстами Гері Саллівана та музикою Джона Трента Воллеса. [9] Після постановки в лондонському театрі «Русалка» він був опублікований компанією Samuel French Ltd у 1997 році та отримав кілька постановок у Великобританії, а також у Новій Зеландії та Австралії. У 2010 році він був переписаний як звичайний мюзикл з новою назвою Notre Dame . [10]
- El Jorobado de París (1993), аргентинський наскрізний мюзикл з книгою та словами Пепе Сібріана Кампоя та музикою Анхеля Малера. Переглянуті версії, відкриті в 1995, 2006 і 2013 роках.
- Оперна мелодрама Зігмарса Лієпіньша за мотивами роману.
- У 1998 році в Парижі відбулася прем'єра «Notre-Dame de Paris» на музику Ріккардо Коччіанте та слова Люка Пламондона, яка миттєво мала успіх.
- З 1999 по 2002 рік фільм Діснея був адаптований у більш похмурий, більш готичний музичний спектакль під назвою Der Glöckner von Notre Dame (перекладається англійською як Дзвонар Нотр-Дам ) у Берліні . Також був записаний акторський запис німецькою мовою. [11] Прем'єра мюзиклу відбулася в США в 2014 році.
- Рок-версія мюзиклу була випущена в Сіетлі, штат Вашингтон, у 1998 році під назвою «Hunchback» з музикою та сценарієм К. Рейні Льюїса. [12]
- Музична версія, написана Деннісом ДеЯнгом, була представлена в Чикаго в Bailiwick Repertory влітку 2008 року [13]
- Повторна адаптація твору під назвою «Паризька Богоматерь» з музикою та словами Девіда Левінсона та книгою Стейсі Вайнгартен була створена у форматі читання на Мангеттені . Дія повертається до 1954 року на початку французько-алжирського конфлікту. Після першого прочитання твір зазнав доопрацювання; друге читання було створено в січні 2011 року під новою назвою мюзиклу Les Enfants de Paris .
- Музична адаптація Catalyst Theatre під назвою Hunchback була замовлена The Citadel Theatre і прем'єра відбулася в 2011 році в Едмонтоні, а потім була показана в театрі Vancouver Playhouse Theatre у Ванкувері в 2012 році . Книга, музика та слова Джонатана Крістенсона з оригінального роману.

### Радіо
36-серійний серіал 1934 року, створений Джорджем Едвардсом, транслювався на австралійському радіо.
Джон Керрадайн знявся в годинній адаптації епізоду 1946 року Your Playhouse of Favorites. 
Книгу двічі адаптували та транслювали на BBC Radio 4 :
- у 5 частинах з 6 січня по 3 лютого 1989 року з Джеком Клаффом у ролі Квазімодо
- у 2 частинах 30 листопада та 7 грудня 2008 року, де Квазімодо зіграє глухий актор Девід Бауер .

### Театр
- У 1861 році «Велика бурлескна феєрія» Генрі Дж. Байрона «Есмеральда або Коза-відчуття », представлена в Королівському театрі Стренд у Лондоні 28 вересня 1861 року. [16] Твір було відновлено в 1871 році на тому ж місці [17] з Гаррі Полтоном у ролі Квазімодо та Роуз Каллен у ролі Есмеральди . Програма попереджала, що бурлеск «заснований на романсі, опері та балеті, але не повинен плутатися з ними».
- У 1977 році екранізацію Кена Хілла було замовлено та поставлено Національним театром у Лондоні.
- У 1978 році екранізація Роберта Хоссейна вийшла в Парижі.
- У 1997 році в Парижі відбулася екранізація для сцени Ніколя ДеБьєна. [18]
- У 2010 році адаптація Піпа Аттона була поставлена на The Pleasance в рамках Единбурзького фестивалю Fringe.
- У 2010 році оригінальна адаптація Myriad Theatre & Film була поставлена в Лондоні, а потім гастролювала Південною Англією.
- У 2012 році в абатстві Селбі була поставлена адаптація Belt Up Theatre .
- У 2013 році адаптація Джеймса Віллафуерте була поставлена на сцені Tanghalang Pasigueño Villa Teatro.
- У 2016 році в Нью-Йорку відбулася прем'єра сучасної екранізації Гарольда Ходжа-молодшого під назвою «Хлопчик у церкві» . Дія цієї адаптації відбувалася в Алабамі під час Великої депресії.
- У 2019 році адаптація Бенджаміна Поліа була поставлена театральною компанією Iris Theatre Company в церкві Святого Павла, Ковент-Гарден, Лондон.

### Комікси
Такі митці, як Ноель Глоснер,  Ендрю Діксон,  Робін Рехт,  Тім Конрад,  Гілберт Блох,  Джордж Еванс  Дік Бріфер  створювали свої адаптації у форматі коміксів та книжок. Горбань із Нотр-Даму . Пауло Борхес , Густаво Мачадо  і Ден Шпігл  намалювали версії коміксів, засновані на адаптації фільму Діснея 1996 року.

### Відео ігри
- Hunchback, аркадна відеогра 1983 року, розроблена компанією Century Electronics, з Квазімодо та Есмеральдою в головних ролях.
- Timesplitters 2 , шутер від першої особи 2002 року, розроблений Free Radical Design, який містить рівень, заснований на Соборі Паризької Богоматері, на якому зображено Горбана, який обезголовлює нежить зомбі з рушниці. [29]

## Переклади українською
- Віктор Гюго. Собор Паризької Богоматері / пер. з французької [не вказано хто] за редакцією Зінаїди Йоффе. — Харків: Література і мистецтво, 1935. — 535 с.
- Віктор Гюго. Собор Паризької Богоматері / пер. з французької Петро Тернюк [і Марія Тернюк[30]]. — Київ: Держлітвидав, 1952. — 400 с.
  - (перевидання) Київ: Молодь, 1976.
  - (перевидання) Київ: Вища школа, 1981.
  - (перевидання) Київ: Дніпро, 1989.
  - (перевидання) Харків: Фоліо, 2004; 2007; 2013.
  - (перевидання) Тернопіль: Богдан, 2016.
  - (перевидання під назвою «Собор Паризької Божої Матері») Київ: Лабораторія, 2024.